# Farah Hamed
Farah Hamed (Tetuan, 9 de julio de 1981) es una actriz, modelo y bailarina hispanomarroquí. 

## Trayectoria
Hija de un diplomático marroquí, estudió en Barcelona, Algeciras y en la Universidad de Granada. Su debut en el cine se produjo en 2005 con Maria y Assou de la directora Silvia Quer, pero alcanzó fama en 2008 con Retorno a Hansala, papel por el que fue nominada al Goya a la mejor actriz revelación, que finalmente ganó Nerea Camacho.
Posteriormente, su presencia en el cine ha sido escasa, con papeles menores en películas como Los últimos días (2013) o Fe de etarras (2017).
Ha tenido mayor actividad en televisión. En 2010 hizo un pequeño papel en Hospital Central y en 2014 en Aída, así como papeles más relevantes en Física o química o Amar se para siempre (2010). En 2018 logró un papel secundario recurrente en La víctima número 8 de Telemadrid, y en Élite, de la plataforma Netflix.

## Filmografía
Cine
- Maria y Assou (2005)
- Regreso a Hansala (2008)
- Los últimos días (2013)
- Fe de etarras (2017)

Televisión
- Física o química (2010)
- Amar se para siempre (2010)
- La víctima número 8 (2018)
- Vis a vis (2018)
- Élite (2018-2020)
- Promesas de arena (2019)
- Madres (2020)
- Desaparecidos (2020)